# Historischer Kran (Hanau)
Der Historische Kran  am Mainufer in Hanau stammt aus dem Jahr 1869 (Bauinschrift).

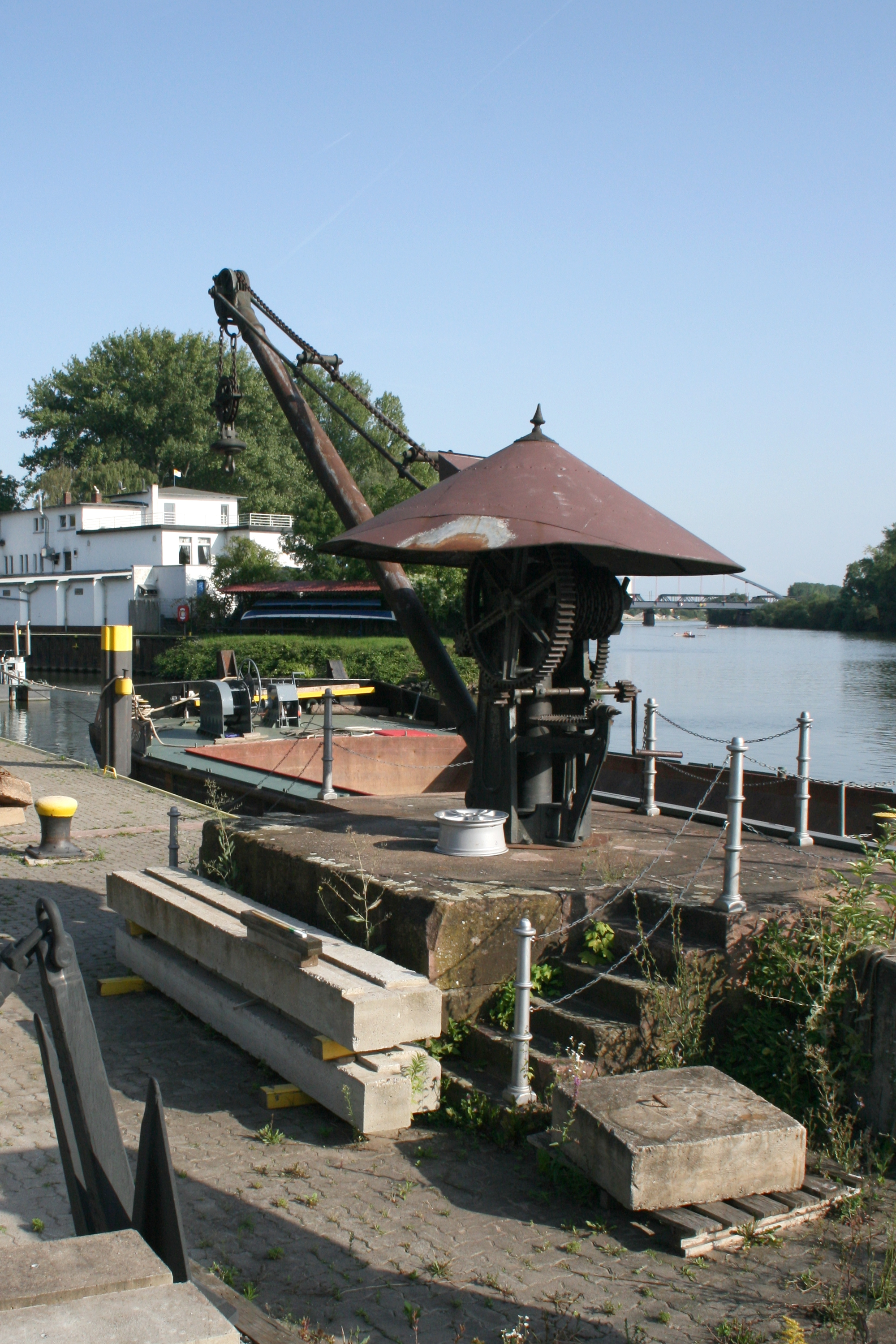
Ansicht 2011

Der gusseiserne Kran ist ein letztes Relikt des zweiten Main-Hafens von Hanau, unmittelbar westlich des Mainkanals, des ältesten Main-Hafens von Hanau von 1617. Nachdem dieser sich durch Versandung als auf die Dauer nicht nutzbar erwies, wurde eine Lände unmittelbar am Mainufer als Hafen genutzt.
Der Verladekran diente dieser zweiten Hafenanlage am Mainufer. Seine Mechanik ist nicht verkleidet, nur von einem pilzförmigen, spitz zulaufenden Wetterdach geschützt. Die Mechanik ist über eine Handkurbel noch heute funktionsfähig. Der Kran steht auf einem Sandsteinsockel und erhielt seinen heutigen Standort 1893. Mit der Eröffnung des Mainhafens Hanau wurde die Lände aufgegeben und der Kran verlor seine Funktion. Er ist heute als Kultur- und Industriedenkmal denkmalrechtlich nach dem Hessischen Denkmalschutzgesetz geschützt.